# Naturwissenschaftliches Museum Aschaffenburg

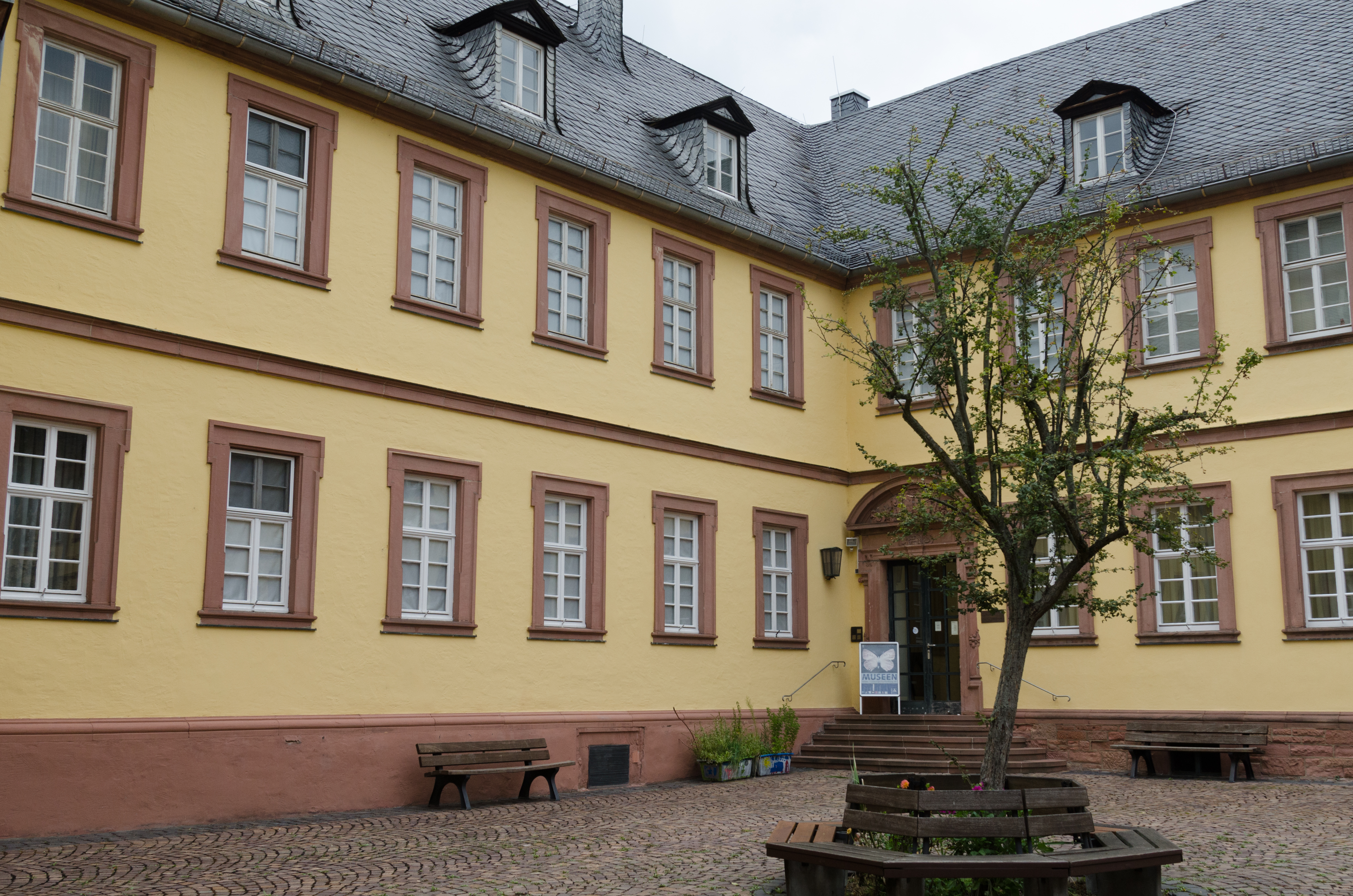
Die westliche Seite des Schönborner Hofes mit dem Naturkundemuseum

Das Naturwissenschaftliche Museum Aschaffenburg ist ein Naturkundemuseum im unterfränkischen Aschaffenburg in Bayern. Es befindet sich seit 1970 im westlichen Teil des Schönborner Hofs, einem barocken Stadtpalais aus dem 17. Jahrhundert im Stadtzentrum von Aschaffenburg.

## Geschichte
Der Schönborner Hof wurde zwischen 1673 und 1681 erbaut und diente ursprünglich als Stadtpalais für die Grafen von Schönborn. Im Jahr 1832 erwarb die Stadt Aschaffenburg das Gebäude, das anschließend für verschiedene Zwecke genutzt wurde, unter anderem als Gerichtsgebäude, Schule und Lazarett während des Ersten Weltkriegs. Nach schweren Schäden im Zweiten Weltkrieg wurde das Gebäude restauriert und 1970 als Standort für das Naturwissenschaftliche Museum ausgewählt. Zusätzlich beherbergt der Schönborner Hof seit 1982 das aus zwei großen Archiven zusammengeführte Stadt- und Stiftsarchiv der Stadt Aschaffenburg.
Den Grundstock des Museums bildete ein Naturalienkabinett, das aus einer Sammlung der Forstlichen Hochschule Aschaffenburg, einer Ausbildungsstätte für Forstbeamte des Königreichs Bayern, stammte. Die spätere königliche Forstschule wurde 1807 in Aschaffenburg als Forstinstitut der der Aschaffenburger Karls-Universität gegründet, später Königlich Baierische Forst-Lehranstalt und wurde 1910 nach München verlegt.

## Ausstellungen
Das Museum präsentiert die heimische Flora und Fauna des Spessarts sowie einige exotische Tiere und Pflanzen. Die Ausstellung umfasst mehrere Sammlungen:
- Schmetterlingssammlung: Eine der Hauptattraktionen des Museums ist die umfangreiche Schmetterlingssammlung, die in zahlreichen Schaukästen präsentiert wird. Diese Sammlung bietet einen Einblick in die enorme Vielfalt der Schmetterlingsarten. Weltweit gibt es schätzungsweise 1,5 Millionen Arten, von denen etwa 150.000 wissenschaftlich beschrieben sind. Die Sammlung dient nicht nur der Bildung, sondern auch dem Verständnis der biologischen Vielfalt.[3]

- Regionale Flora und Fauna: Eine wertvolle Sammlung von zum Teil bereits historischen Tierpräparaten, insbesondere Vögel des Spessartgebietes.[1]

- Mineralogie und Geologie: Die Abteilungen für Geologie und Mineralogie bieten Einblicke in die Erdgeschichte und Topographie des Spessarts. Besonders betont wird der Buntsandstein, der für die Region charakteristisch ist. Die Ausstellung thematisiert auch verschiedene Gesteinsarten des Vorspessarts sowie deren wirtschaftliche Bedeutung im historischen Bergbau. Darüber hinaus wird die wirtschaftliche Bedeutung der Geologie für den Spessart thematisiert, einschließlich des historischen Bergbaus.[3][1]

- Ein Herbarium, das bereits im Jahr 1900 angelegt wurde.[4]

Die Exponate werden teilweise in Dioramen präsentiert. Besucher können das Museum entweder selbstständig erkunden oder an Führungen teilnehmen, die sowohl zu festgelegten Terminen als auch auf Anfrage für Gruppen angeboten werden.

## Sonstiges

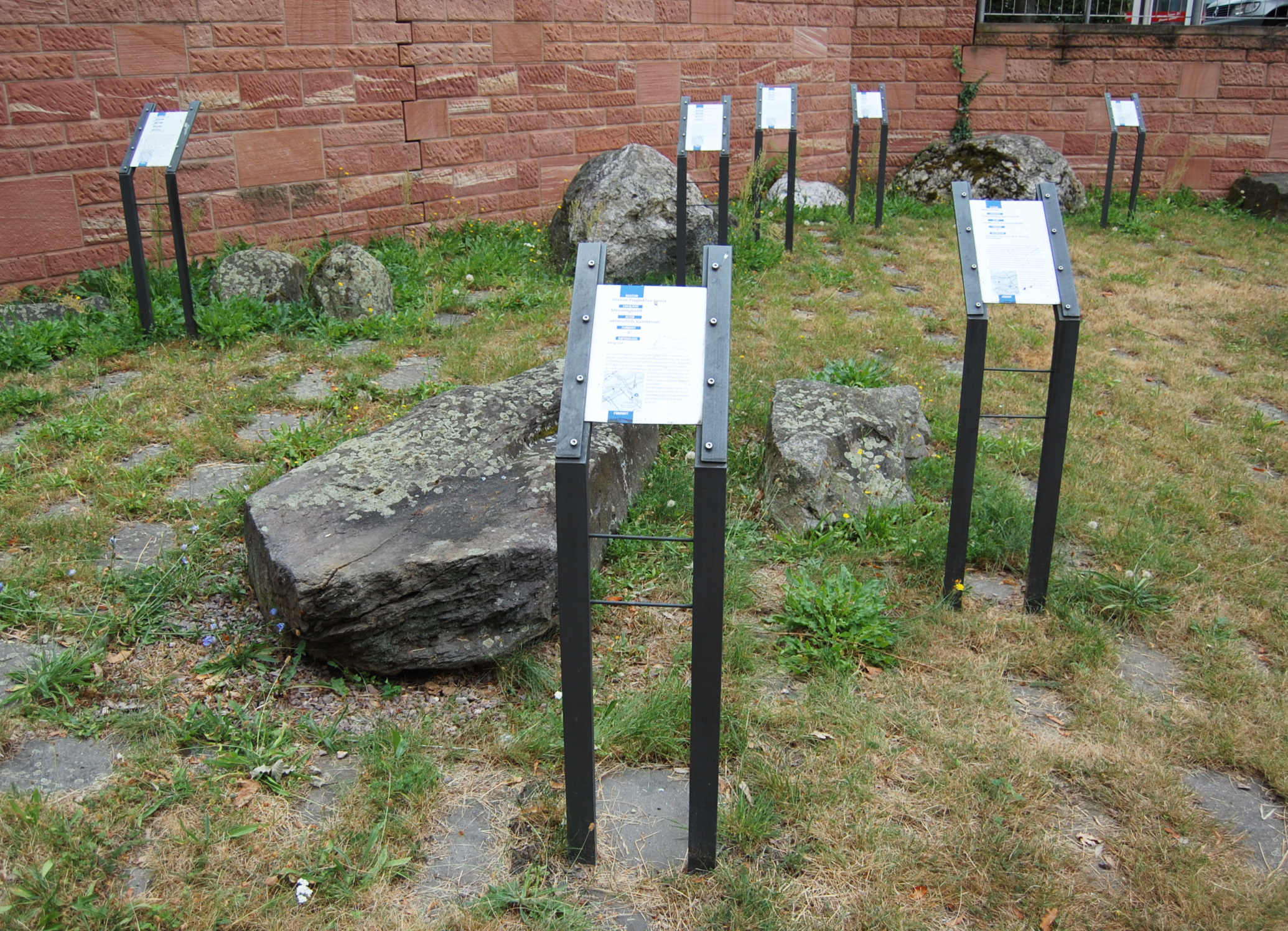
Teilbereich des Steingartens

Im Gebäude des Naturwissenschaftlichen Museums hat auch der 1878 gegründete Naturwissenschaftliche Verein von Aschaffenburg e. V. seinen Sitz. Der Verein gab zahlreiche wissenschaftliche Publikationen heraus und konnte durch einen europaweiten Austausch von Schriften eine umfangreiche Vereinsbibliothek aufbauen, die den Mitgliedern zur Verfügung steht.
Ständig ist der sogenannte Steingarten außerhalb des Museums, nördlich vor dem Schönborner Hof, zu besichtigen. Hier befinden sich zahlreiche, teilweise tonnenschwere Gesteinsblöcke aus dem Spessart ausgestellt, die mit Hinweistafeln Geschichte und Geologie erläutern.